# Antidesmatoideae
Antidesmatoideae, potporodica filantusovki, dio reda malpigijolike (Malpighiales). Sastoji se od 6 tribusa i 22 roda; tipični je Antidesma sa 102 vrste iz Azije, Afrike i Australije.

## Podjela
- Subfamilia Antidesmatoideae Hurus.
  - Tribus Bischofieae (Müll. Arg.) Hurus.
    - Bischofia Blume (3 spp.)

  - Tribus Spondiantheae G. L. Webster
    - Spondianthus Engl. (1 sp.)

  - Tribus Uapaceae Hutch.
    - Uapaca Baill. (49 spp.)

  - Tribus Jablonskieae Petra Hoffm.
    - Jablonskia G. L. Webster (1 sp.)
    - Celianella Jabl. (1 sp.)

  - Tribus Scepeae Horan.
    - Protomegabaria Hutch. (3 spp.)
    - Richeria Vahl (4 spp.)
    - Aporosa Blume (93 spp.)
    - Maesobotrya Benth. (19 spp.)
    - Baccaurea Lour. (61 spp.)
    - Distichirhops Haegens (3 spp.)
    - Nothobaccaurea Haegens (2 spp.)

  - Tribus Antidesmateae Benth.
    - Subtribus Antidesmatinae Müll. Arg.
      - Antidesma L. (123 spp.)
      - Leptonema A. Juss. (2 spp.)
      - Thecacoris A. Juss. (20 spp.)

    - Subtribus Hymenocardiinae Petra Hoffm.
      - Didymocistus Kuhlm. (1 sp.)
      - Hymenocardia Wall. ex Lindl. (6 spp.)

    - Subtribus Hieronyminae Müll. Arg.
      - Hieronyma Allemâo (21 spp.)

    - Subtribus Martretiinae Petra Hoffm.
      - Martretia Beille (1 sp.)
      - Apodiscus Hutch. (1 sp.)